# Syzygium laeve
Syzygium laeve är en myrtenväxtart som först beskrevs av Xavier Montrouzier, och fick sitt nu gällande namn av Rafaël Herman Anna Govaerts. Syzygium laeve ingår i släktet Syzygium och familjen myrtenväxter.
Artens utbredningsområde är Nya Kaledonien. Inga underarter finns listade i Catalogue of Life.